# Kouzma Minine
« Minine » redirige ici.  Pour le croiseur russe, voir Minine (croiseur).

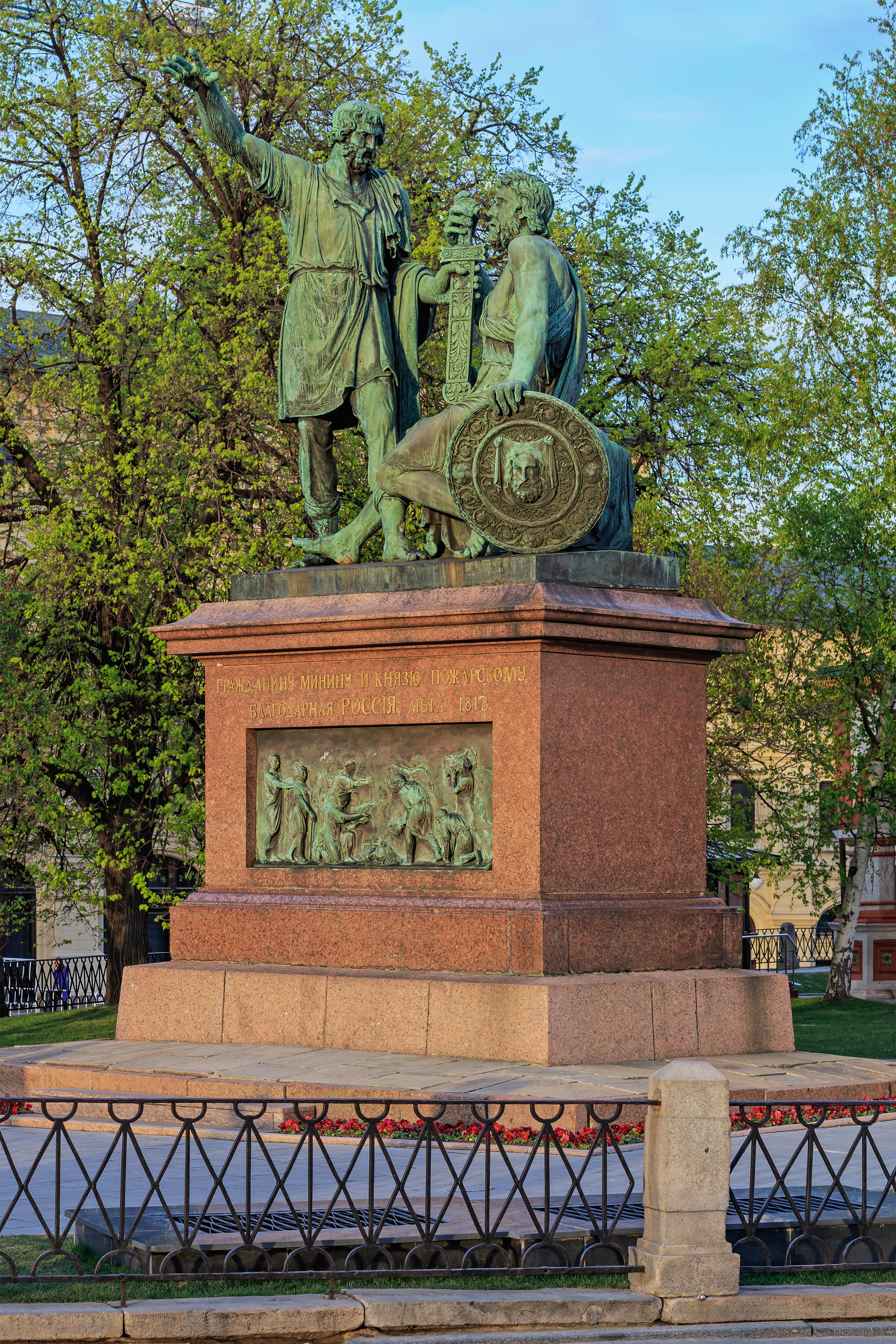
Minine et Pojarski

Kouzma Minine (en russe : Кузьма́ Ми́нин ; ?-1616) est un boucher russe, échevin de Nijni Novgorod, qui souleva Moscou contre les Polonais et favorisa l'avènement des Romanov. Il est en statue sur la place Rouge de Moscou, aux côtés du prince Dmitri Pojarski. Le peintre Constantin Makovski lui a consacré un tableau sous le nom L'Appel de Minine (1896). Sa dépouille se trouve depuis 1962 dans la cathédrale Saint-Michel-Archange de Nijni Novgorod.
Il a donné son nom, avec Dmitri Pojarski, à la place de Minine et Pojarski à Nijni Novgorod.